# 南怀瑾
南懷瑾（1918年3月18日—2012年9月29日），谱名常泰，又名常铿，号怀瑾，又号玉溪，法號通禪，浙江樂清人，佛教居士，中華傳統文化的傳播者。毕业于浙江国术馆国术训练员专修班，金陵大学研究院社会福利行政特别研究部选读，中央军校政治研究班毕业。参加灌县灵岩寺禅七，参与筹创维摩精舍，成為袁焕仙首座大弟子，後於四川峨嵋山出家，先後於大坪寺、五橋通閉關，在閉關3年期間閱讀大藏經，再於成都大慈寺萬佛樓，貢噶呼圖克圖等授予三壇大戒，期間閉關多次，後走康藏參訪密宗上師。1949年随中華民國政府迁至台灣，曾在多所大學擔任教授，並受邀在多個機關、團體講學，后曾旅居美国、香港等地。其论著的主要方向包括儒家、道家、佛教等领域，其生平致力于传播中国文化。2012年9月29日，南怀瑾在中国大陸苏州太湖大学堂去世。

## 生平

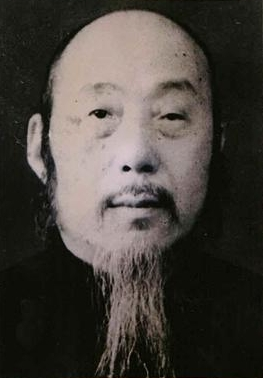
袁焕仙（1887年－1966年）, 南怀瑾的老师之一

1918年，农历二月初六，南怀瑾出生于浙江省乐清县翁垟镇地团叶村。 
1930年，从学朱味渊先生、叶公恕先生，後於乐清县井虹寺玉溪书院自读。
1935年，于杭州入学浙江省国术馆，研讀里西湖闲地庵出家师赠的《金刚经》《指月录》，並且在秋水山庄阅讀道家秘本等藏书。
1935年，参贤访道。
1940年,  成都中央陆军军官学校政治教官。
1941年,  成都金陵大学社会福利行政特别研究部选读。
1942年, 從袁煥仙學習禪宗。国立艺术院第二期毕业；中央军校政治研究班第十期毕业；抗日战争中，投笔从戎。返蜀执教於中央军校军官教育队。随袁焕仙先生至重庆，会见主持护国息灾法会的虚云老和尚、贡噶呼图克图。南怀瑾並先後皈依於虚云老和尚、贡噶呼图克图。
1943年春，参与筹创维摩精舍，入峨嵋山大坪寺出家並闭关兩年，阅藏。
1945年，後转至多宝寺（大坪寺下院）继续闭关，阅《永乐大典》《四部备要》等。十一月九日（农历十月初五），在成都大慈寺万佛楼，贡噶呼图克图等授予三坛大戒。
1946年，走康藏参访密宗上师。在密法傳授上，南怀瑾曾先後依止白教貢噶呼圖克圖、花教根桑活佛、內蒙古章嘉活佛、黃教的東本格西、阿旺堪布等密宗上師學習密法，並取得金剛阿闍黎的資格。离藏后赴昆明，讲学于云南大学，后又讲学于四川大学。
1947年返回故乡乐清，不久，归隐于杭州三天竺之间。后又在江西庐山天池寺附近清修。
1949年，南怀瑾隨国民政府播遷來到台灣。他在台灣支持佛教印經工作，也協助中國佛教法師至台灣弘法。他在國立政治大學、輔仁大學及中國文化大學都有開課，之後成為中國文化大學教授。政壇要人如蔣緯國、白萬祥、王昇、馬紀壯、蔣彥士等人常前往旁聽。許多文化界與財經界人士，如李傳洪、尹衍樑、徐芹庭、古國治也是他的弟子。
1969年创立“东西精华协会”，后创立“老古文化事业公司”、“十方禪林”和“十方丛林书院”。
1971年创办《人文世界》杂志
1974年, 南懷瑾於佛光山舉辦禪七, 第一次與大弟子首愚法師相遇。
1976年到1979年闭关三年。
1978年, 南懷瑾開特別班，講授紅教大圓滿、白教六成就及大手印、黃教菩提道次第廣論、花教(薩迦)大乘要道密集, 特別為首愚法師講授禪密要法, 後由老古出版社出版《禪觀正脈研究》。
1979年, 南懷瑾成立大乘學舍，由首愚法師擔任監院。
1984年, 南懷瑾於台北十方禪林道場親領13週准提法專修，由大弟子首愚法師領眾司磬修法, 與會者眾, 此次法會開示紀錄, 即老古出版社的《準提圓通》。
1984年，南懷瑾於移居美國，成立維吉尼亞「東西學院」。
在蔣經國去世後，南懷瑾再度回到台灣活動，李登輝的請益對象，包括蘇志誠與劉泰英，都曾會見南懷瑾。據傳，李登輝曾經利用南懷瑾的人脈，安排密使與中國共產黨進行秘密談判與交流。南怀瑾曾创立了东西方文化精华协会总会、老古文化事业股份有限公司、美国維吉尼亞州东西方文化学院、加拿大多伦多中国文化书院、香港国际文教基金会。
80年代末，南懷瑾移居香港，經香港進入中國大陸活動，曾筹资兴建金温铁路，并于1998年建成通车。
1988年到香港居住。同年，中國共產黨高層透過南懷瑾，表示願意與中華民國政府接觸。1990年底，李登輝派遣蘇志誠與鄭淑敏，至香港與中國大陸當局進行會談，中共代表為時任中國國家主席楊尚昆的秘書楊斯德。雙方在南懷瑾安排下見面，與談人士還有尹衍樑、日后的海協會會長汪道涵及老干部許鳴真。但是李登輝否認這項報導，指出蘇志誠與鄭淑敏是以私人身份前往香港，拜會其師南懷瑾，在其處遇見中國大陸人士，此次會談非經由他授權。
在蘇志誠與汪道涵的會晤中，南懷瑾曾最後拿出預先準備好的草稿，上書三項原則：一，和平共濟，祥化宿願；二，同心合作，發展經濟；三，協商國家民族統一大業。要求雙方簽字，但是台灣與大陸兩方都不願回應。蘇志誠以「李先生不會同意我出名的」，予以婉告。南懷瑾見兩邊都遲疑，於是寫了兩封信，名為「和平共濟協商統一建議書」，一封給李登輝，一封給江澤民、楊尚昆，分別交由蘇志誠、汪道涵各自帶回。南懷瑾說：「如果三個月內，兩邊都不回信，也不簽字，就到此作罷，不要再找我了！」事後，兩岸都沒有給南懷瑾任何下文，南懷瑾因此在兩岸秘密溝通的舞台上正式退場。
1990年，泰顺县、文成县水灾，南怀瑾立刻创建了南氏医药科技基金会、农业科技基金会等机构赈灾。1990年2月14日除夕百歲老母撒手西歸。
1993年应妙湛长老之邀到厦门南普陀寺主持"南禅七日-生命科学与禅修实践研究"
1995年8月8日，在學生侯承業（時任華盛頓大學工學院教授）的支持下，於美國華盛頓大學創辦「南懷瑾學院」，該學院從事獎學金設立、講座舉辦、東西方文化交流活動及研討會等，並且開設關於南懷瑾的學術課程、翻譯南懷瑾著作等工作。
2004年，南怀瑾移居中國大陸上海。2006年後長住江苏省苏州市吴江庙港，創立太湖大學堂，后建立光华教育基金会，资助多間中國大陸大学，如北京大學等。
2012年9月29日，太湖大学堂秘书处发表公告称，南怀瑾正住于禅定。随后，多家媒体报道称南怀瑾已于9月29日下午在太湖大学堂逝世，享年94岁。时任國務院總理温家宝在唁电中说：“先生一生为弘扬中华文化不遗余力，令人景仰，切盼先生学术事业在中华大地继续传承。”

## 述著目录
1. 《禅海蠡测》1955
2. 《楞严大义今译》1960
3. 《楞伽大义今译》1965
4. 《禅与道概论》1968
5. 《维摩精舍丛书》　袁焕仙　南怀瑾合著　1970
6. 《禅话》1973
7. 《静坐修道与长生不老》1973
8. 《论语别裁》1976
9. 《习禅录影》1976
10. 《新旧的一代》　1977
11. 《参禅日记》（初集，原名：外婆禅）　金满慈著　南怀瑾批1980
12. 《参禅日记》（续集）　金满慈著　南怀瑾批　1983
13. 《定慧初修》　袁焕仙　南怀瑾合著　1983
14. 《孟子旁通》（一）　1984
15. 《净名庵诗词拾零·佛门楹联廿一副·金粟轩诗话八讲》　1984
16. 《观音菩萨与观音法门》　1985
17. 《历史的经验》（一）1985
18. 《道家、密宗与东方神秘学》1985
19. 《中国文化泛言》（原名：序集）1986
20. 《历史的经验》（二）1986
21. 《禅观正脉》（上）1986
22. 《一个学佛者的基本信念》--华严经普贤行愿品讲记1986
23. 《老子他说》（上）1987
24. 《中国佛教发展史略述》1987
25. 《中国道教发展史略述》1987
26. 《易经杂说》——易经哲学之研究1987
27. 《金粟轩纪年诗初集》1987
28. 《如何修证佛法》1989
29. 《易經繫傳別講》上傳、下傳1991
30. 《圆觉经略说》1992
31. 《金刚经说什么》1992
32. 《药师经的济世观》1995
33. 《原本大学微言》1998
34. 《现代学佛者修正对话》（上）2003
35. 《现代学佛者修正对话》（下）2004
36. 《花雨满天 维摩说法》2005
37. 《莊子喃嘩》（上下）2006
38. 《南怀瑾与彼得·圣吉》2006
39. 《南怀瑾讲演录》2007
40. 《与国际跨领域领导人谈话》2007
41. 《人生的起点与终点》2007
42. 《答问青壮年参禅者》2007
43. 《小言黄帝内经与生命科学》2008
44. 《漫谈中国文化》2008
45. 《禅与生命的认知初讲》2008
46. 《老子他说续集》2009
47. 《我說參同契》（上中下）2009
48. 《列子臆说》（上中下）2010
49. 《孟子与公孙丑》2011
50. 《瑜伽师地论声闻地讲录》（上下）2012
51. 《二十一世纪初的前言后语》2012
52. 《話說中庸》2015

## 评价

### 正面評價
- 系远大集团董事长兼总裁张跃先生撰文對南怀瑾之評價為：「这个人，生活极其简单，根本没有想过获取任何身外之物。南老师不恋财甚至到了极端地步，我曾见到他反对友人资助他儿子。」[16]
- 至善社会福利基金会的创办人紀雅雲女士在〈衣裾渺渺 哲思長存〉一文中評價南怀瑾説：「有非常獨特的音聲。他的音聲表現不同的情緒——有時候如湖水的平靜安穩，有時候像潺潺的泉水，有時候仿如濤濤的汪洋。但不管在甚麼情況下，他的音聲深沉而洪亮。」[17]
- 中国道教协会会长李光富對南怀瑾之評價為：「他的学问不受学术规范的束缚，也不受学术流派的限制，但总是能够抓到问题的要害。他讲课论事，总是信手拈来、左右逢源；其言谈方式，更是不拘一格，或旁征博引、引经据典，或做一个形象比喻，或引用一个故事娓娓道来，总是让人感到不知不觉中水到渠成、道理自明。」[18]
- 浙商总会创会秘书长郑宇民評價南怀瑾為：「南老的伟大贡献，在于他在我们这个伟大的时代——进行了一次伟大的变革，特殊的转型时期——他把中国传统文化作现代的表达，他能够把我们五千年的中华文明作全球化的国际表达，这是任何人至今为止，迄今为止，还没有能够做到的。」[19]
- 西南民族大学文学院教授祁和晖教授於其文章對南怀瑾有此評價：「《禅海蠡测》、《禅话》、《中国佛教发展史略》、《廿一世纪初的前言后语》、《如何修证佛法》等书是南师平生研习佛法的结晶。素常我们在研学、修习认识佛教、佛学、佛法中感到神秘难解的学理问题与实践问题，都可在这些书里获得开解。」[20]
- 东南大学教授喻学才於其文章中評價南怀瑾為：「迄今为止，先生有著述数十部。旁涉三教。领域之广，见解之精，为前古所无。期间于上世纪九十年代还曾为家乡捐资修建金温铁路一条。亦自古以来我国学林之奇事。」[21]
- 北京大学中国与世界研究中心研究员翟玉忠撰文評價南怀瑾為：「纵横于三教九流，出入于古今学问，不着一物，不染一尘——千年以来，多少豪杰，有几人能够如此！」[22]
- 國民黨元老、故宮博物院李石曾撰文評價南怀瑾為「上下五千年，縱橫十萬里；經綸三大教，出入百家言」[23]。
- 漢傳佛教法師釋星雲於其作品中評價説：「南懷瑾居士學習儒、釋、道，可以說三教九流的知識都有研究，應該把他歸於雜家之類。  ...  多位立法委員、國大代表跟他學習各種見聞。只是，他接觸龐雜，沒有哪一家願意認同他，自成為一家之宗。... 對於這麼一個博學多才的雜家，能可以對佛教多所提倡，自己也認為自己是佛教信徒，弘揚佛法，也覺得他與佛教的緣分最深了。」[24]

### 中立評價
- 南京師範大學教育科學學院教授劉曉東反對南懷瑾推廣的兒童讀經運動，並且認為 南懷瑾所發表的言論常良莠交雜，影響有正有負[25]。

### 負面評價
- 《論語別裁》根據南懷瑾講課內容整理而成，自1976年出版以來在兩岸銷量甚多，曾再版數十次，有廣大的讀者，一些人稱他為「國學大師」、「一代宗師」、「大居士」，但不少學術界人士對此有諸多質疑[26][27]。
- 深圳大学文学院副教授徐晋如指出《论语别裁》一書中有許多明顯的文言文理解錯誤，例如：將「暴虎冯河」解释成“像一只发了疯的暴虎一样，站在河边就想跳过去，跳不过也想跳”[28]。
- 學者董子竹認為《論語別裁》錯誤不少，因而出版《論語正裁》對《論語別裁》逐句批评[29]。
- 学者余世存表示：「一方面，他打通了庙堂和江湖，让普通大众对传统文化有了亲切感，为大众提供了一种入门的可能性；另一方面，他对传统文化的解读存在着很多问题。」[26]
- 學者张中行曾撰文抨擊《论语别裁》，他认为该书对《论语》原文的有些解释“不管语文规律，自己高兴怎么讲就怎么讲，这就笺注的路数说，或只是就胆量说，确是前无古人。”[26][30]
- 復旦大學教授朱維錚表示：「稱其為「『國學大師』言過其實，他也就是在讀了儒、佛、道三家的一些著作之後寫了一些自己的感受而已。南懷瑾值得佩服的一點是，他有勇氣講出他自己思考過的東西，他未必懂但是他思考過。」[27]
- 藏傳佛教伊蒲塞熊仁謙指責南懷瑾用儒道之説來解釋佛經的內容，並且聲稱在對佛法的研究這個方面上，南懷瑾遠遠算不上是大師[31]。
- 有評論者聲稱 南懷瑾的儒學水平及佛學水平不高，而且他所發表的一些言論並不合理，他也對南懷瑾的作品作出了負面評價[32]。
- 有評論者聲稱南懷瑾的著作《论语别裁》的內容有大量錯處並將它們羅列了出來[33]。

### 其他評價
- 佛學家江燦騰博士聲稱南懷瑾是一個遊走於不同的政治圈的「精明的現實主義者」[34]。